# 52-й армійський корпус (Третій Рейх)
LII-й (52-й) армі́йський ко́рпус (нім. LII. Armeekorps) — армійський корпус Вермахту за часів Другої світової війни.

## Історія
LII-й армійський корпус був сформований 25 жовтня 1940 в Кельні в VI-му військовому окрузі.

## Райони бойових дій
- Німеччина (жовтень 1940 — червень 1941);
- СРСР (південний напрямок) (червень 1941 — серпень 1944).

## Командування

### Командири
- генерал від інфантерії Курт фон Брізен (нім. Kurt von Briesen) (25 жовтня 1940 — 20 листопада 1941), загинув у бою[1];
- генерал-майор, з 1 грудня 1941 генерал-лейтенант Альберт Целер (нім. Albert Zehler) (20 листопада — 10 грудня 1941);
- генерал від інфантерії Ойген Отт (нім. Eugen Ott) (10 грудня 1941 — 1 жовтня 1943);
- генерал-лейтенант Ганс-Карл фон Шеле (нім. Hans-Karl von Scheele) (1 жовтня — 20 листопада 1943);
- генерал-лейтенант Еріх Бушенгаген (нім. Erich Buschenhagen) (20 листопада 1943 — 1 лютого 1944);
- генерал-лейтенант Рудольф фон Бюнау (нім. Rudolf von Bünau) (1 лютого — 1 квітня 1944);
- генерал від інфантерії Еріх Бушенгаген (1 квітня — серпень 1944).

## Бойовий склад 52-го армійського корпусу
Формування управління, забезпечення та підтримки
- 137-ме артилерійське командування (Arko 137), з липня 1941 по березень 1942 - Arko 140, Arko 27 та Arko 144 - з перервами;
- 453-тє управління корпусного постачання (Korps-Nachschubtruppen 453);
- 453-й корпусний батальйон зв'язку (Korps-Nachrichten-Abteilung 453);
- 453-й взвод фельджандармерії (Feldgendarmerie-Trupp 453);
- 453-й топографічний відділ корпусу (Korps-Kartenstelle 453).

- 106-та піхотна дивізія (106. Infanterie-Division);
- 110-та піхотна дивізія (110. Infanterie-Division);
- 111-та піхотна дивізія (111. Infanterie-Division);
- 121-ша піхотна дивізія (121. Infanterie-Division);
- 126-та піхотна дивізія (126. Infanterie-Division);
- 131-ша піхотна дивізія (131. Infanterie-Division).

- 106-та піхотна дивізія;
- 110-та піхотна дивізія;
- 111-та піхотна дивізія;
- 126-та піхотна дивізія;
- 131-ша піхотна дивізія;
- 170-та піхотна дивізія (170. Infanterie-Division).

- 101-ша легка піхотна дивізія (101. leichte Infanterie-Division).

- 100-та легка піхотна дивізія (100. leichte Infanterie-Division);
- 101-ша легка піхотна дивізія;
- 444-та дивізія охорони (444. Sicherungs-Division);
- 454-та дивізія охорон (454. Sicherungs-Division);

- 100-та легка піхотна дивізія;
- 101-ша легка піхотна дивізія;
- 257-ма піхотна дивізія (257. Infanterie-Division).

- 97-ма легка піхотна дивізія (97. leichte Infanterie-Division);
- 100-та легка піхотна дивізія;
- 257-ма піхотна дивізія.

- 97-ма легка піхотна дивізія;
- 100-та легка піхотна дивізія;
- 76-та піхотна дивізія (76. Infanterie-Division).

- 252-га піхотна дивізія (252. Infanterie-Division).

- 9-та піхотна дивізія (9. Infanterie-Division);
- 297-ма піхотна дивізія (297. Infanterie-Division);
- 298-ма піхотна дивізія (298. Infanterie-Division).

- 9-та піхотна дивізія;
- 298-ма піхотна дивізія.

- 111-та піхотна дивізія (111. Infanterie-Division);
- 97-ма легка піхотна дивізія.

- 111-та піхотна дивізія;
- 97-ма легка піхотна дивізія;
- 101-ша легка піхотна дивізія.

- 111-та піхотна дивізія;
- 101-ша легка піхотна дивізія.

- 111-та піхотна дивізія.

- 50-та піхотна дивізія (50. Infanterie-Division);
- 111-та піхотна дивізія;
- 370-та піхотна дивізія (370. Infanterie-Division).

- 13-та танкова дивізія (13. Panzer-Division);
- 50-та піхотна дивізія;
- 370-та піхотна дивізія;
- 2-га румунська гірсько-піхотна дивізія (2. rumänische Gebirgs-Division).

- 57-ма піхотна дивізія (57. Infanterie-Division);
- 255-та піхотна дивізія (255. Infanterie-Division);
- 332-га піхотна дивізія (332. Infanterie-Division).

- 57-ма піхотна дивізія;
- 112-та піхотна дивізія (112. Infanterie-Division);
- 255-та піхотна дивізія.

- 13-та танкова дивізія;
- 17-та танкова дивізія (17. Panzer-Division);
- Танкова дивізія СС «Тотенкопф» (SS-Division "Totenkopf");
- 76-та піхотна дивізія (76. Infanterie-Division);
- 384-та піхотна дивізія (384. Infanterie-Division);
- 2-га парашутна дивізія (2. FallschirmJäger-Division).

- Корпусна група «А» (Korps-Abteilung A);
- 294-та піхотна дивізія (294. Infanterie-Division);
- 320-та піхотна дивізія (320. Infanterie-Division);
- Частини:
  - 13-ї танкової дивізії;
  - 4-ї гірсько-піхотної дивізії (4. Gebirgs-Division).

- Корпусна група «А»;
- 4-та гірсько-піхотна дивізія;
- 294-та піхотна дивізія;
- 320-та піхотна дивізія.

- 161-ша піхотна дивізія (161. Infanterie-Division);
- 294-та піхотна дивізія;
- 320-та піхотна дивізія;
- 384-та піхотна дивізія.